# Dihangschluchten
Die Dihangschluchten, auch Yarlung-Tsangpo-Canyon, Yarlung-Zangbo-Canyon, Yalu-Zangbu-Canyon (雅魯藏布大峽谷 / 雅鲁藏布大峡谷,  Yǎlǔzàngbù Dàxiágǔ) oder Tsangpo-Schlucht, sind ein tiefer und langer Canyon in China.
Durch die Schluchten fließt der Yarlung Tsangpo, oft nur kurz Tsangpo, Zangbo oder Zangbu („Der Reinigende“) genannt. Dieser ist der Oberlauf des Brahmaputra und entspringt am Kailash. Von dort verläuft er für 1.700 Kilometer fast gerade nach Osten und entwässert den angrenzenden Nordteil des Himalaya, bevor er in die Schlucht in der Nähe von Pe in Tibet eintritt.
Der Canyon hat in dem Abschnitt, in welchem er südlich des Gyala Peri (7294 m) einen Bogen um den Namjagbarwa (7782 m) schlägt, eine Länge von etwas mehr als 240 Kilometern und die tiefsten sowie steilsten Stellen. Insgesamt gilt der Yarlung-Tsangpo-Canyon mit einer Länge von 504,6 Kilometern und einer Tiefe von bis zu 6.009 Metern als die weltweit größte Schlucht und als größtenteils unbegehbar.
An der heutigen Grenze des Kreises Mêdog tritt der Yarlung Tsangpo nach Arunachal Pradesh in Indien ein und wird dort zum Brahmaputra.

## Verborgenheit

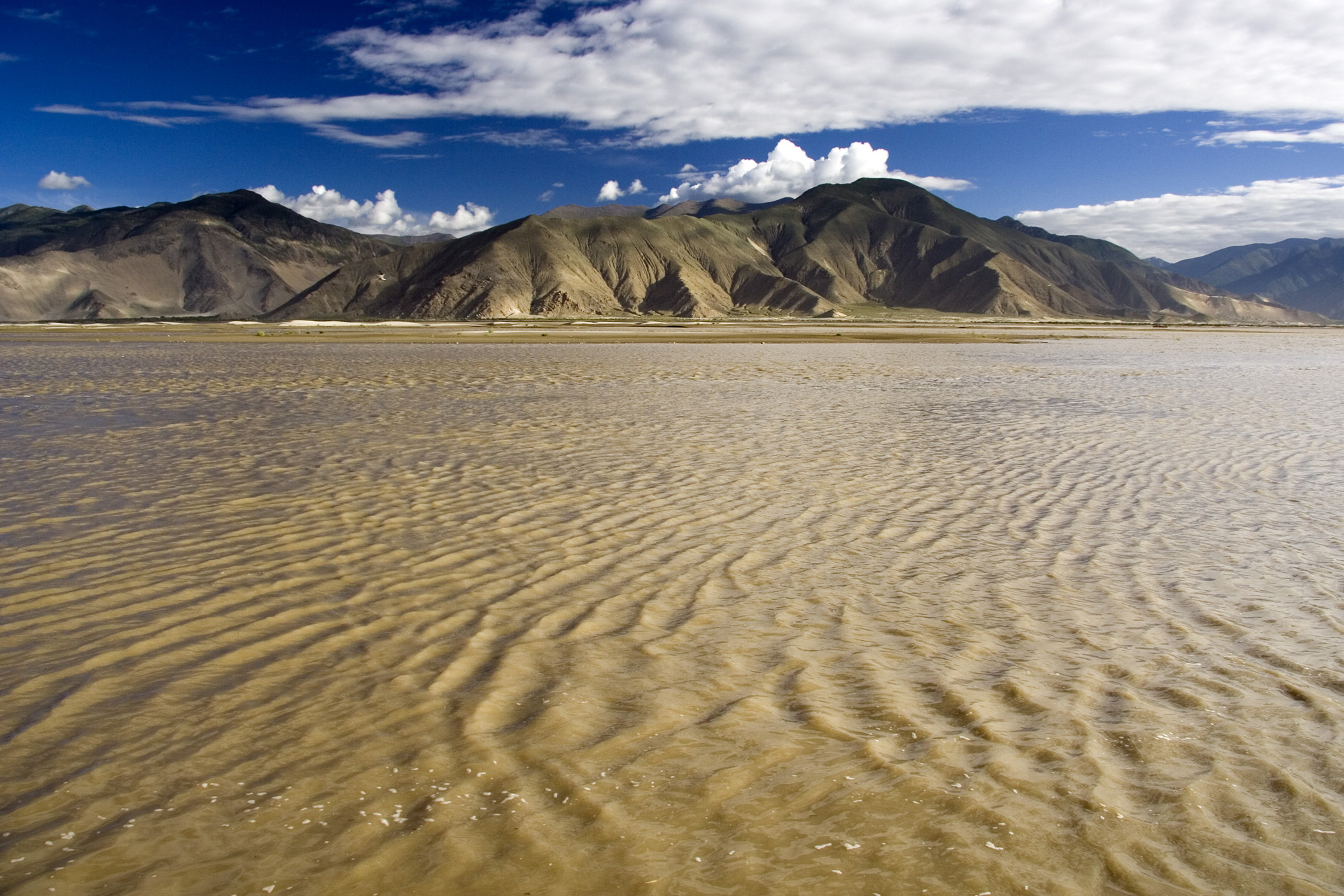
Yarlung Tsangpo in Tibet

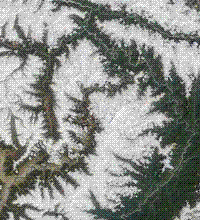
Die Tsangpo-Schlucht, im Bildzentrum der Berg Namjagbarwa

Wegen der Schönheit der Schluchten, ihrer Abgeschiedenheit und Rätselhaftigkeit wird vermutet, dass die Schluchten dem berühmten Shangri-La im Buch Lost Horizon von James Hilton als Vorlage dienten.
Die Dihangschluchten, auch der Bereich an deren unterem Ende, befinden sich in der tibetischen Region Pemakö oder Pemako (Mêdog), seit alters her ein Ziel buddhistischer Pilgerreisen. Pemakö ist unter Buddhisten das berühmteste Beispiel für ein Beyül, ein sowohl geografisch wie auch spirituell-religiös „reines und verborgenes Land“. Dem Glauben nach handelt es sich um einen Ort, der aus sich heraus eine besondere Geomantie und selbst entstandene Kraftstellen besitzt, bei welchen alle Merkmale der Landschaft mit bestimmten Teilen des Körpers korrespondieren.
Die Schlucht verfügt über ein einzigartiges Ökosystem mit Tier- und Pflanzenarten, die kaum erforscht und fast frei von Beeinflussung durch den Menschen sind. Eine Ausnahme ist beispielsweise die Jagd der hier lebenden Volksstämme auf den seltenen Takin. Das Klima reicht von subtropisch bis arktisch. An mehreren Stellen ist die Schlucht sehr eng.
Seit den 1990er Jahren war der Yarlung Tsangpo das Ziel einer Anzahl von Expeditionen, die von Gruppen durchgeführt wurden, welche sich mit der Erkundung von Flussstrecken und dem Wildwasserfahren beschäftigen. Der Fluss wurde wegen der extremen Bedingungen der „Mount Everest der Flüsse“ genannt. Der erste Versuch, die Schlucht mit dem Kajak zu durchqueren, wurde 1993 von einer japanischen Gruppe unternommen, die eines ihrer Mitglieder im Fluss verlor.
Im Oktober 1998 unternahm eine von der National Geographic Society gesponserte Kayakexpedition den Versuch, die Schlucht des Tsangpo hinabzufahren. Von unerwartet hohem Wasserstand in Bedrängnis gebracht, endete die Expedition in einer Tragödie, als der Kayakprofi Doug Gordon ums Leben kam.
Die größten Wasserfälle im Flusslauf, die „Verborgenen Fälle“ der Tsangposchlucht, wurden für die westliche Welt erst 1998 von einer Gruppe aus drei Amerikanern und ihren Führern entdeckt, nachdem bereits 1924 eine frühere Expedition auf der Suche nach den sagenhaften Wasserfällen unverrichteter Dinge umkehren musste. Die Entdecker schätzten die Höhe der Fälle auf mehr als dreißig Meter.
Die Wasserfälle werden genau wie der Rest des Pemakogebietes von den buddhistischen Bewohnern als heilig betrachtet und wurden bis Ende der 1990er Jahre vor Außenstehenden verborgen gehalten.
Im Januar und Februar 2002 gelang einer internationalen Gruppe die erste erfolgreiche Abfahrt der oberen Tsangposchlucht.

## Projekte
Während die Regierungsbehörden die Einrichtung eines „Yarlung Tsangpo Grand Canyon“-Nationalparks angekündigt haben, sind im Gegensatz dazu im Jahre 2002 Pläne bekannt geworden, das Wasser des Tsanpo durch einen Damm zu bändigen und zur Stromerzeugung wie auch zur Wasserversorgung anderer Regionen zu nutzen. Demnach existierten in China spätestens ab 2010 Überlegungen, in Mêdog (Metog) am südöstlichsten Punkt der Flussschleife um den Namjagbarwa, in der der Yarlung Tsangpo seine Laufrichtung von Nordost nach Südwest ändert, einen Staudamm zu bauen. Er könnte nach damaligen Schätzungen 160 m hoch werden und mit 26 Turbinen sowie einer Leistung von 40.000 MW das größte Wasserkraftwerk der Erde werden. Neuere Quellen sprechen sogar von einer Leistung von 60 bis 70 Gigawatt und konkreteren Planungen im Rahmen des neuen Fünfjahresplans von 2021. Im August 2025 gab China den Baubeginn des auch Nyingchi-Projekt genannten und aus zwei Talsperren bestehenden Staudamms bekannt.
Das Projekt ist umstritten. Besonders Indien kritisierte das Vorhaben, da eine Verringerung der Wassermengen flussabwärts befürchtet wurde. Allerdings bestehen auf indischer Seite noch größere Ambitionen. An Brahmaputra-Zuflüssen wurden in Indien zwischen 2011 und 2016 sieben große Kraftwerke fertiggestellt, weitere befinden sich in Bau, und über 140 sind in Planung. Gleichfalls existieren in Indien konkrete Pläne, Wasser aus dem Norden in den Süden umzuleiten. Das ehrgeizige Projekt sieht die Verbindung von 14 Flüssen aus dem Himalaya mit 16 Flüssen auf der indischen Halbinsel vor, um Wasser von Überschussgebieten in Mangelgebiete zu verlagern. Einerseits sollen durch einen kontrollierten Abfluss Überschwemmungen vermieden werden, andererseits sollen durch das Projekt künftig 350.000 zusätzliche Quadratkilometer Land bewässert und über 34.000 Megawatt Strom erzeugt werden.
Anfang 2025 wurde bekannt, dass das Projekt Medog-Staudamm von der chinesischen Regierung genehmigt worden ist, welches von Indien kritisiert wird.
Im Juli 2025 wurde mit dem Bau des Staudamms am Yarlung Tsangpo begonnen. Die Baukosten sollen rund 143,8 Milliarden Euro betragen, nach Fertigstellung soll das Kraftwerk jährlich rund 300 Terawattstunden (TWh) Energie liefern. Das entspräche überschlägig 60 Prozent der gesamten Stromproduktion Deutschlands.

## Videos
- Scott Lindgren (2002), Into the Tsangpo Gorge. Slproductions.